# Gyllhögarna

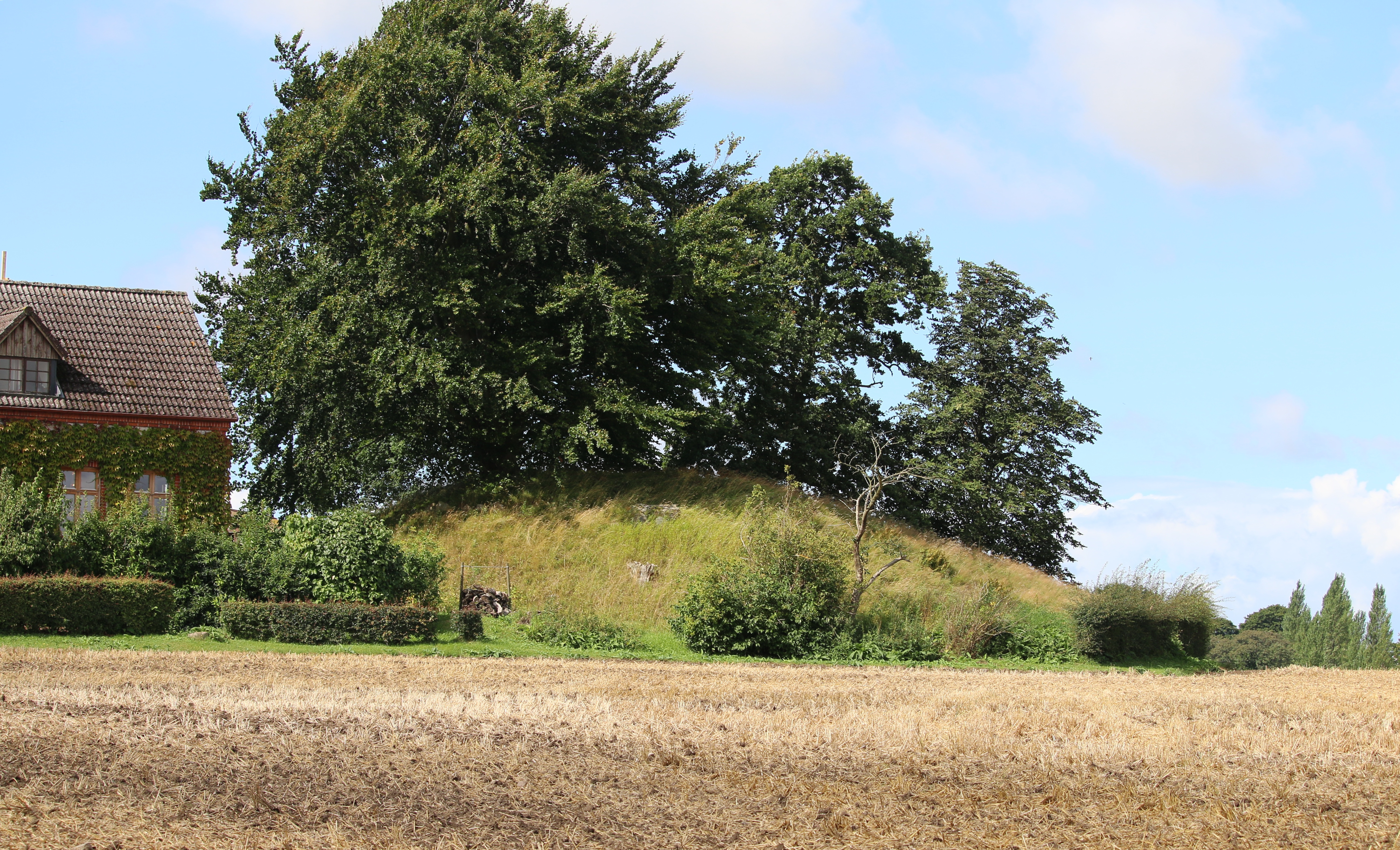
Gylle 6:1

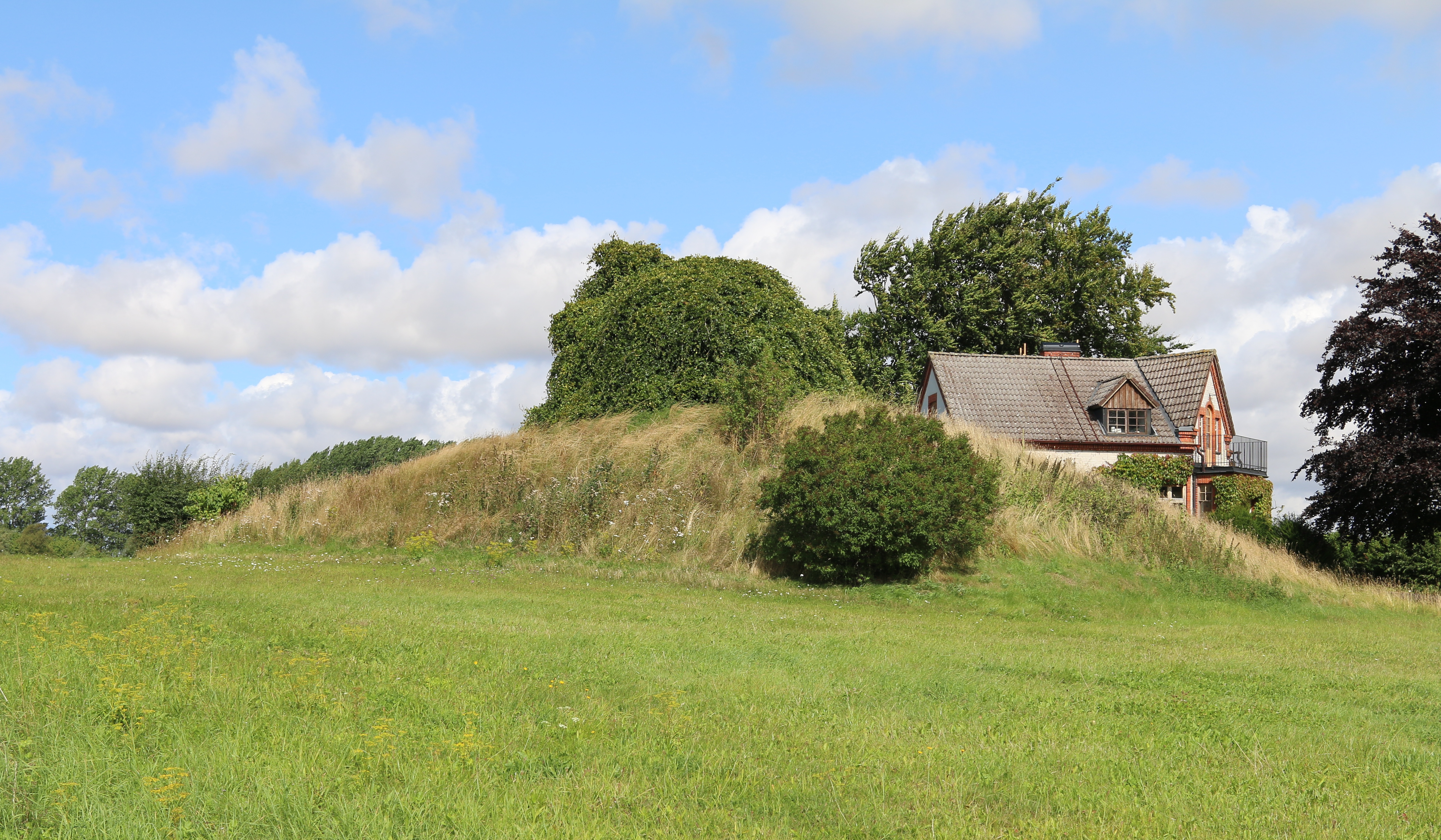
Gylle 6:2

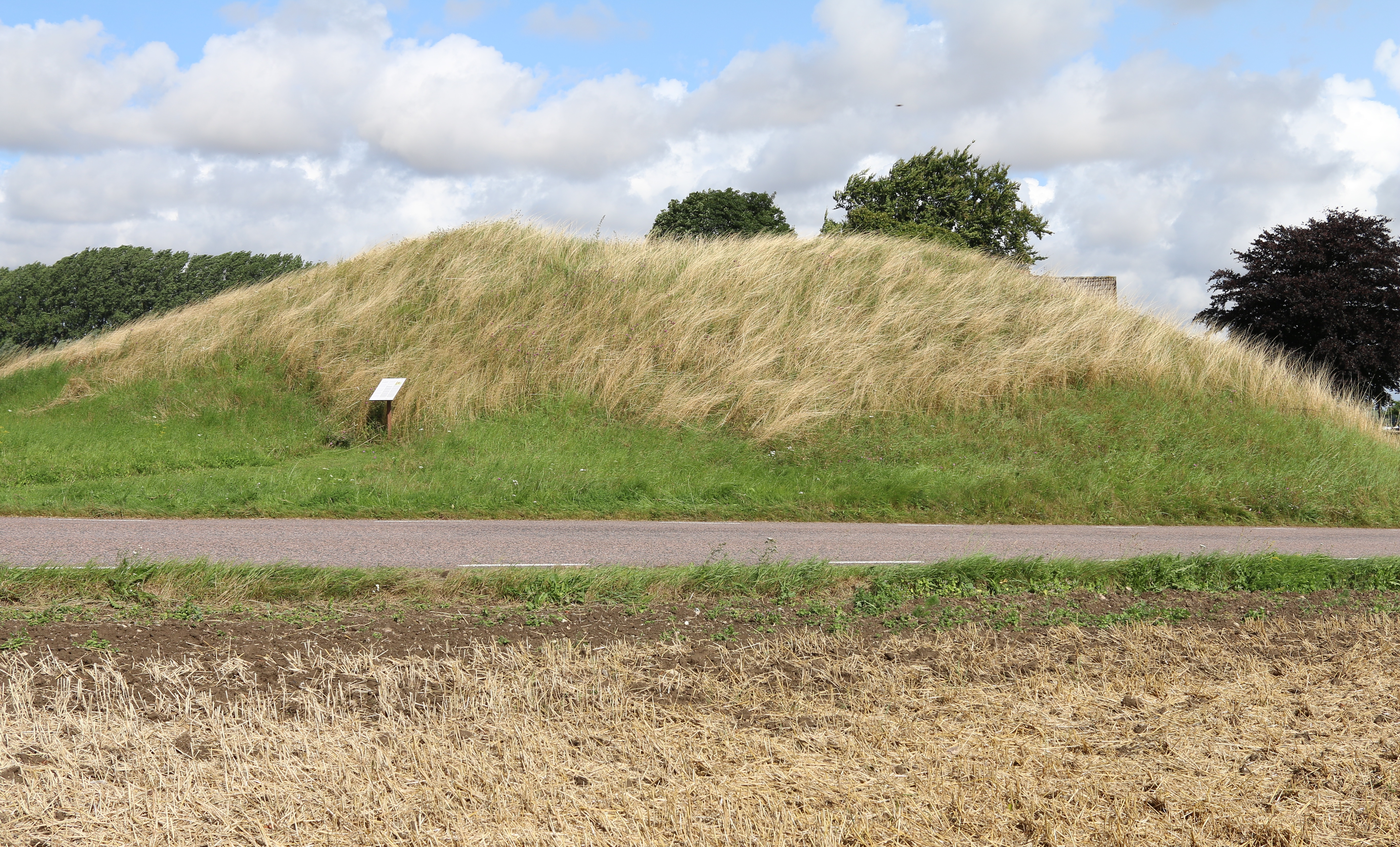
Gylle 6:3

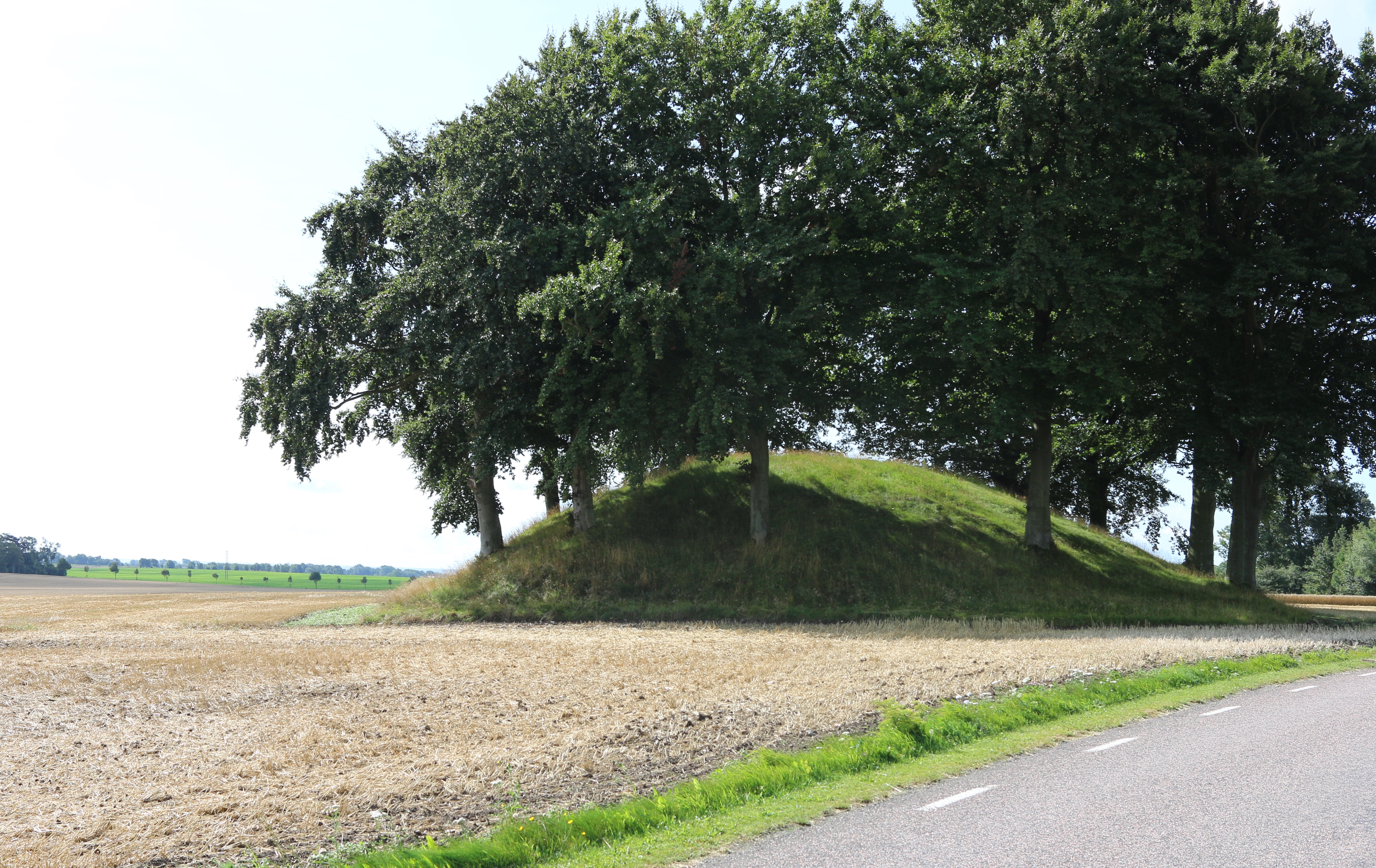
Gylle 6:4

Gyllhögarna är fyra gravhögar från bronsåldern av ansenliga mått. De ligger på en rad söder om kyrkbyn Gylle i Gylle socken, Trelleborgs kommun, sydost om kyrkan på Kulladals gårds ägor. 
Den största högen mäter 27 meter i diameter och här finns ett stenblock med en hällristning, en inhuggen bild av en fotsula. På den andra gravhögen från norr räknat är flera stenar synliga. Mellan den andra och den tredje högen räknat från norr har funnits rester efter en dös. Alla stenar i dösen blev i äldre tid uppbrutna utan undersökning. 1913 påträffades strax väster om en av högarna 103 stora stenar lagda bredvid varandra, så djupt att det kunde plöjas över dem. 
Ett flertal legender knutna till dessa högar finns. Så omtalas t.ex. att "på underjordsfolkets tid huserade trollen i Gyllhögarna. I den andra högen från norr hade de sin boning och i den tredje sin danslokal. Passerar du högen på julafton eller en skärtorsdag kan du få se hela högen upphöjd på guldfötter".
I den andra högen från norr var det enligt traditionen mycket spökeri:
”Bland annat hade trollen lagt ut en söndrig "bageronsraga" och en dito "grissla". En dräng som plöjde såg dem och lagade dem. Dagen därpå låg det en fin kaka till både drängen och hans "körepog". Drängen åt upp sin men pågen vägrade och gjorde narr åt sin. Till straff blev han snart sjuk, sönderbröts i ryggen och dog kort därefter. I den tredje högen har trollen sin dansbana ty om julaftonen och skärtorsdagen är den upprest på tre guldstöttor. Ibland kan man få se högen stå i ljusan låga. 
Mannen och kvinnan på gården vid dessa högar skulle en gång köra på släde in till Malmö. För att komma tidigt till staden körde de på kvällen. Gyllhögstrollet förvillade dem emellertid så att de hela natten körde runt ättehögarna. Vid den ena sidan stod resta stenar, åt vilka mannen vid varje rundkörsel hälsade, troende det vara en mötande. Först när solen gick upp insåg de att de var lurade.”